# 1378년

## 연호
- 명(明) 홍무(洪武) 11년
- 북원(北元) 선광(宣光) 8년
- 일본(日本) 남조(南朝) 덴주(天授) 4년
- 일본(日本) 북조(北朝) 에이와(永和) 4년
- 쩐 왕조(陳朝) 쓰엉푸(昌符) 2년

## 기년
- 명(明) 태조 홍무제(太祖 洪武帝) 11년
- 북원(北元) 소종(昭宗) 8년
- 고려(高麗) 우왕(禑王) 4년
- 쩐 왕조(陳朝) 영덕왕(靈德王) 2년

## 사건
- 7월 - 이탈리아 피렌체에서 모직물 가공 공장에서 일하는 하층노동자 치옴피들이 난을 일으킴(치옴피의 난)
- 9월 20일 - 교회 분열: 교황 우르바노 6세에 반대하는 추기경들이 대립교황 클레멘스 7세를 세워 교황권이 혼란에 빠지다.

## 탄생
- 8월 16일 - 중국 명나라의 제4대 황제 홍희제. (~1425년)
- 8월 20일 - 조선 초기의 문신, 도학자, 경세가, 문장가, 천문학자 박연. (~1458년)

## 사망
- 3월 27일 - 201대 로마의 교황 교황 그레고리오 11세. (1329년~)
- 5월 10일 - 북원의 2대 황제 아유르시리다르 빌레그트 칸. (1339년~)
- 5월 15일 - 고려 말기의 감독자 이종석.
- 8월 1일 - 고려시대의 범죄인 이대훈.
- 11월 29일 - 룩셈부르크 왕가 출신의 신성 로마 제국 황제 카를 4세. (1316년~)